# F-1 SENSATION
『F-1 SENSATION』（エフワン センセーション）は、コナミが1993年1月29日に発売したファミリーコンピュータ（ファミコン）用レースゲームである。コナミがファミコン向けにリリースした、最後のオリジナル作品である（本作品の後にディスクシステム版からの移植作品3作がリリースされている）。

## 概要
当時F1の競技者団体だったFOCA (Formula One Constructors Association) 及び、日本国内でのF1関連の諸権利を保有していたフジテレビとライセンス契約を結び、発売の前年である1992年当時のF1ドライバーやチーム名、サーキット名などが実名で登場する。但し今作では、多くのF1レースゲームのように実在のドライバーを操るのではなく、プレイヤーはあくまでプレイヤー本人であり、彼らの中から最大12人を相手に戦うことになる。ライバルドライバーは自分で選択でき、誰を選ぶかによって難易度が変化する。
マシンはマクラーレン・フェラーリ・ウィリアムズ・ベネトンの4種類から選ぶことができるが、カラーリングはある程度自分好みに変更することが出来る。
ファミコン末期の発売タイトルということも有り、供給本数はそれほど多くない。

## ゲーム内容
- FREE RUN

好きなサーキットを選んで練習できる。
- GRAND PRIX

新人ドライバーとなって、F1グランプリ全16戦を戦い抜き優勝を目指す。コンティニューはパスワードで行われるが、電源を切らない限り本体メモリ内にデータを保持できる機能がある。

## スタッフ
- チーフ・ディレクター：近藤隆司
- リード・プログラマー：柴田裕治
- キャラクター・デザイナー：矢内一則
- サウンド・デザイナー：冨田朋也、中馬淳
- ビジュアル・デザイナー：難波和宏、深沢由美子、かみやきょうこ
- スーパーバイザー：樹下國昭
- スペシャル・サンクス：おおたにまさのり、ひかわたかひこ、きたおたけし

## 評価
ゲーム誌『ファミコン通信』の「クロスレビュー」では合計22点（満40点）、『ファミリーコンピュータMagazine』の読者投票による「ゲーム通信簿」での評価は以下の通り21.1点（満30点）となっている。
| 項目 | キャラクタ | 音楽 | お買得度 | 操作性 | 熱中度 | オリジナリティ | 総合 |
| 得点 | 3.1        | 3.5  | 3.7      | 3.7    | 3.8    | 3.5            | 21.1 |

ゲームムック『ハード末期に発売された名作ゲーム集』では「全体的にグラフィックやBGMのクオリティが高い点も評価されている。正統派レーシング・ゲームであるため派手さは少ないものの、臨場感は十分な出来栄えだ」と評されている。